# Носовецька сільська рада
| Носовецька сільська рада — колишній орган місцевого самоврядування у Гайсинському районі Вінницької області з адміністративним центром у с. Носівці. Сільській раді підпорядковані населені пункти: - с. Носівці - с. Косанове - с-ще Трубочка |

## Склад ради
Рада складається з 16 депутатів та голови.

## Керівний склад сільської ради
| ПІБ                        | Основні відомості                                                 | Дата обрання | Дата звільнення |
| -------------------------- | ----------------------------------------------------------------- | ------------ | --------------- |
| Печевистий Микола Іванович | Сільський голова, 1958 року народження, освіта, безпартійний      | 26.03.2006   | 31.10.2010      |
| Печевистий Микола Іванович | Сільський голова, 1958 року народження, освіта вища, безпартійний | 31.10.2010   |                 |

Примітка: таблиця складена за даними джерела

## Історія
На 1 жовтня 1959 Носівецька, площа 7023 га, населення 4387 чоловік, 5 сільських населених пунктів.